# オスカー・ザリスキ
オスカー・ザリスキ（Oscar Zariski、出生名:ロシア語: О́шер Зари́цкий, 1899年4月24日 - 1986年7月4日）は、ロシア帝国（現ベラルーシ）のコブリン出身でのちにアメリカ合衆国で活躍した数学者。専門は代数幾何学で、ヴェイユと並び多大な影響を及ぼした。

## 人物
アメリカに移住後、ジョンズ・ホプキンス大学、ハーバード大学などで教鞭を執った。1981年ウルフ賞数学部門受賞。
主な業績は、ザリスキ位相の導入やザリスキの主定理の証明を含む可換環論と代数幾何の融合である。
弟子に、ダニエル・ゴーレンシュタイン、広中平祐、ミハイル・アルティン、デヴィッド・マンフォード、ロビン・ハーツホーンら著名な数学者がたくさんおり、優れた指導者でもあった。

## 受賞歴
- コール賞（1944年）
- アメリカ国家科学賞（1965年）
- ウルフ賞数学部門（1981年）
- スティール賞（1981年）